# ギャロップ (お笑いコンビ)
ギャロップは、吉本興業（大阪本社）所属のお笑いコンビ。2003年12月結成。M-1グランプリ2018ファイナリスト、THE SECOND 〜漫才トーナメント〜2023初代王者。

## メンバー
林 健（はやし たけし、1978年5月17日（47歳） - ）
ボケ・ネタ作り担当。プロゲーマー。
大阪府大阪市出身、大阪府立今宮高等学校卒業。身長162 cm、体重72 kg。血液型はA型。
高校を卒業して間もなくNSC大阪校へ20期生として入学するも中退。フリーターを経て22期に再入学している。
先輩の黒田有（メッセンジャー）から気に入られている。黒田率いる「黒田会」の一員であり、特に黒田が誘いを入れるほど。林が初テレビ出演を果たしたのは『ごきげん!ブランニュ』（朝日放送テレビ）で、黒田の紹介からであった。
競馬好きであり、子供の名前にも「駿」の字を使いたいと考えていた。
フリーアナウンサーの山本浩之に容姿が似ている。その山本とは『ちちんぷいぷい』（毎日放送）の「ヤマヒロの京都美山里山ぐらし」にて共演した。
2010年7月7日、会社員の女性と結婚、2014年には第1子が誕生したが、2020年末に離婚。2023年4月15日にカメラマン女性と再婚。
フットサルチーム「FC林」のキャプテンを務める。
チャーハン好きで、芸人仲間を集めてチャーハン同好会を設立している。「チャーハン林」というYouTubeチャンネルで芸人とのチャーハン食べ歩き動画を配信している。

毛利 大亮（もうり だいすけ、1982年4月11日（43歳） - ）
ツッコミ担当。
京都府出身。身長180 cm、体重65 kg。血液型はA型。
趣味はDJプレイ。
NSC大阪校21期出身。以前のコンビ「ツインズ（元松竹芸能のツインズとは無関係）」では10ヶ月連続でプレステージ決勝へ上がる大記録を樹立したが、当時の相方から「しばらく休みたい」と申し出を受け解散。その後、林に誘われ現在のコンビを結成した。
2006年のオールザッツ漫才以降は谷村新司のものまねを頻繁に披露していたが、趣味のDJ経験を活かしてキャップを後ろに被りサングラスをかけDJ風に喋るという胡散臭いラッパーに扮することが多い。R-1ぐらんぷり2007では「DJ KELLY」の名で、谷村のものまねをするスタイルで2回戦進出。
林より年下だが、16歳の頃からNSCに入ったため先輩である。
2015年1月7日、先輩の後藤輝基（フットボールアワー）が主催した食事会で知り合った一般女性との結婚を発表。
クラブ系音楽番組『バキバキ☆ビート! Ⅱ』のMCに就任。
2022年2月13日放送『やすとものどこいこ!?』（テレビ大阪）にて、2021年内に離婚していたことを発表。

## 来歴
- 2003年12月、コンビ結成。コンビ名は近くに競馬専門紙『週刊Gallop』があったのが由来で、競馬好きの林が命名した。
- 2008年1月、baseよしもとの「ガンガンライブメンバー」に昇格。
- 2008年4月6日の「ガンガンライブFINAL」を最後にbaseよしもとを卒業。
- 2018年、ラストイヤーにしてM-1グランプリの決勝へ初進出、8位となる[8]。
- 2019年4月25日、初のなんばグランド花月での単独ライブ「観に来てください」を開催する[9]。
- 2023年5月20日、この日に開催された賞レース『THE SECOND 〜漫才トーナメント〜』グランプリファイナルにて、マシンガンズを破り初代王者に輝いた[10]。

## 芸風
- 主に口喧嘩のようなしゃべくり漫才を持ち味とする。
- 漫才のツカミは、「林が客席を見渡して笑い、『みんな生えすぎちゃう?』と言う→毛利が『お前が抜けすぎやねん!』とツッコむ」というパターンが定番。また「毛利が林の頭を見て『なんでそうなってん?』と尋ねる→林が『朝時間なかったんや…』と答える→毛利が『関係ないがな!!』とツッコむ」パターンもある。最後のオチで気まずい余韻を残すパターンも多い。近年は「DJ漫才」という毛利がDJのマイクパフォーマンスの真似をしてボケていくネタもあり、林は冒頭でしか喋らない。
- 結成当初はハゲのツカミを一切していなかったが、林の同期である武智（スーパーマラドーナ）の「まずハゲを片付けろ」というアドバイスに従い現在に至っている[11]。

## エピソード
- 2016年12月29日放送『お騒がせニュース2016 よしもと芸人100人 しゃべっても大丈夫』（関西テレビ）の『お前ら仲悪いんちゃう!? 解散しそうなコンビはどいつだランキング!』では、毛利がDJばかりやっていること、毛利がチャラくてイラッとする、毛利の格好つけている部分が相方の林も嫌なのではないかなどの声が上がり1位にされた[12]。
- M-1グランプリには2004年から出場し、2006年に初の準決勝進出。ラストイヤーにあたる2018年には、悲願の決勝進出を果たした。毛利は2018年当時の歴代ファイナリストの最長芸歴記録でもある20年での決勝進出で[13]、審査員を務めた塙宣之（ナイツ、当時芸歴18年）よりも芸歴が長いという、M-1グランプリ史上初の事態も起こった。ファーストラウンドでは笑神籤によって5番目に決まり、「合コン」を題材として林の容姿をイジるといったような漫才を披露したが、暫定ボックスに入れず敗退。審査員のオール巨人（オール阪神・巨人）には「彼らのネタはもっと面白い、なんでそのネタを選んだのか?」と言われた。林によれば、十八番の持ちネタは長尺のためM-1の4分の枠には収められなかったという。
- 本当に解散寸前までコンビ仲が悪化した時期があり、その年の賞レースで結果が出なかったら解散と決めて挑むも全くウケず、このまま終わるのは違うと考えて解散は撤回された。

## 出囃子
- DOPING PANDA「Hi-Fi」

## 賞レース成績・受賞歴など

### M-1グランプリ
| 年     | 結果         | エントリーNo. | 決勝戦キャッチコピー | 備考         |
| ------ | ------------ | ------------- | -------------------- | ------------ |
| 2004年 | 1回戦敗退    |               |                      |              |
| 2005年 | 2回戦敗退    |               |                      |              |
| 2006年 | 準決勝敗退   | 1661          |                      |              |
| 2007年 | 準決勝敗退   | 4195          |                      |              |
| 2008年 | 準決勝敗退   | 4437          |                      |              |
| 2009年 | 準決勝敗退   | 4579          |                      |              |
| 2010年 | 準々決勝敗退 | 4791          |                      | 予選43位     |
| 2015年 | 3回戦敗退    | 1374          |                      |              |
| 2016年 | 準々決勝敗退 | 2491          |                      |              |
| 2017年 | 準々決勝敗退 | 2120          |                      |              |
| 2018年 | 決勝8位      | 2077          | 輝け!いぶし銀        | ラストイヤー |

### THE SECOND 〜漫才トーナメント〜
| 年     | 結果 |
| ------ | ---- |
| 2023年 | 優勝 |

### その他
- 2007年 第28回 ABCお笑い新人グランプリ 決勝進出
- 2008年 第29回 ABCお笑い新人グランプリ 最優秀新人賞
- 2008年 第6回 MBS新世代漫才アワード 1回戦敗退
- 2008年 第43回 上方漫才大賞 優秀新人賞
- 2008年 笑いの超新星 新人賞
- 2008年 キングオブコント 3回戦敗退
- 2009年 第39回 NHK上方漫才コンテスト 最優秀賞
- 2009年 キングオブコント 3回戦敗退

## 出演

### テレビ
現在の出演番組
- ウラマヨ！（関西テレビ）
- うまんちゅ（関西テレビ）- 林のみ準レギュラーだったが、ミサイルマンとのレギュラー争奪に負け見習いに降格
- バキバキ☆ビート! Ⅱ（サンテレビ）- 毛利のみレギュラー、ただしDJケリー名義での出演。林も不定期にゲスト出演
- トレセンまるごと情報局（グリーンチャンネル）- 林のみ
- ラヴィット!（2022年11月29日 - 、TBSテレビ）- 不定期出演

過去の出演番組
- 爆笑オンエアバトル（NHK総合）- 戦績6勝1敗、最高505KB
  - 第11回チャンピオン大会 ファイナル8位
- 爆笑レッドカーペット（フジテレビ）- キャッチコピーは「お笑いローリングサンダー」→「頭上で輝くローリングサンダー」
- 麒麟の部屋（GAORA、2007年4月 - 2011年3月）
- 千鳥のぼっけぇTV!（GAORA）
- ナンボDEなんぼ（関西テレビ、 - 2010年1月）- 不定期出演
- ごきげん!ブランニュ（朝日放送テレビ）- 林のみ準レギュラー
- みてハッスルきいてハッスル（NHK教育、2007年4月 - 2009年3月） - 毛利のみ
- レッドカーダ！（テレビ大阪、2010年8月 - 2011年3月） - 林のみ
- サタうま!（関西テレビ、 - 2011年12月）- コイちゃん軍団メンバー
- バキバキ☆ビート!（サンテレビ）- 毛利のみレギュラー、DJケリー名義での出演
- かまちょ（毎日放送、2019年4月 - 2020年3月）- 6組の芸人が交替でリポーターを担当。火 - 木出演
- イイネ!（2020年2月 - 5月、KBS京都）- 林のみ
- バラエティー生活笑百科（NHK総合）- 不定期出演

### ラジオ
- 赤maru（FM OH!、2019年10月 - ）木曜日
- イイネ!（KBS京都ラジオ、2020年1月 - 6月）林のみ
- ギャロップの「ぎゃ」（MBSラジオ、2023年11月7日 - ）

## 単独ライブ
- 2008年
  - 「00001ラスク」（8月21日、新・ABCホール/大阪）
- 2009年
  - 「00002ディスコ」（4月22日、ヨシモト∞ホール大阪/大阪）
  - 「00003パーカー」（5月20日、ヨシモト∞ホール大阪/大阪）
  - 「00004コンソメ」（6月22日、ヨシモト∞ホール大阪/大阪）
  - 「00005カクテル」（7月22日、ヨシモト∞ホール大阪/大阪）
  - 「00006アーモンド」（8月20日、ヨシモト∞ホール大阪/大阪）
  - 「00007カーディガン」（10月16日、ヨシモト∞ホール大阪/大阪）

- 2013年
  - 「00008レイディオ」（8月4日、道頓堀ZAZA HOUSE/大阪）

- 2015年
  - ギャロップ新ネタライブ「brand new live」（9月18日　道頓堀ZAZA HOUSE/大阪）
- 2016年
  - ギャロップ新ネタライブ「brand new live」（2月6日・10月6日、道頓堀ZAZA HOUSE/大阪）

- 2017年
  - 「brand new live road to M」（2月3日・4月29日・6月25日・10月22日、道頓堀ZAZA POCKET'S/大阪）

- 2018年
  - 「brand new live road to M」（3月21日・6月3日・7月22日・10月7日、道頓堀ZAZA POCKET'S/大阪）
- 2019年
  - 「観に来て下さい」（4月25日、なんばグランド花月/大阪）